# この恋はツミなのか!?
『この恋はツミなのか!?』（このこいはツミなのか!?）は、鳥島灰人による日本の漫画作品。『ビッグコミックスペリオール』（小学館）にて、2018年3号から同年12号まで連載。

## あらすじ
恋愛経験なし、コミュ力なし、生き甲斐もない24歳のサラリーマン小日向大河は偶然、将棋の女流棋士である駒田多恵と出会う。小日向は勢いで友人関係となった駒田との距離を縮めようと奮闘する。

## 登場人物
小日向大河（こひなた たいが）
本作品の主人公。
駒田多恵（こまだ たえ）
女流棋士。劇中での段級位は女流二段。
田代早苗（たしろ さなえ）
女流棋士で駒田の後輩。駒田のことを「駒ちゃん」と呼ぶなど友人関係に近い。
田崎（たさき）
小日向の同僚。
結城弘人（ゆうき ひろと）
小日向の上司。部下の女子社員からモテる。会社の将棋部に所属しており、駒田から指導対局をしてもらった。
小山田
小日向の上司で会社の将棋部部長。将棋連盟との繋がりがあり、駒田に将棋部の対局指導をお願いした。

## 書誌情報
- 鳥島灰人『この恋はツミなのか!?』小学館〈ビッグコミックス〉、全1巻
  1. 2018年6月29日発売、ISBN 978-4-09-189889-0

## テレビドラマ
2018年12月から毎日放送の制作により、TBSをはじめとする同系列局で放送の「ドラマイズム」枠での実写テレビドラマ化することが、同年11月4日に発表された。
同日には、駒田多恵役をAKB48・NGT48の柏木由紀が、小日向大河役を伊藤健太郎が演じることが発表され、オープニングを柏木由紀が担当することも発表された。
11月11日には、キャストの第2弾が発表された。11月18日には、キャストの第3弾が発表され、エンディングテーマをMAG!C☆PRINCEが担当することも発表された。

### キャスト
駒田多恵
演 - 柏木由紀（AKB48/NGT48）（幼少期：太田しずく）
プロの女流棋士。童顔巨乳で、普段は天然だが対局の際は鋭い表情に。熱狂的なファンを持つ、将棋界のスター。
小日向大河
演 - 伊藤健太郎
IT企業の情報システム部に勤めるプログラマー。恋愛経験がなく、他人に興味がないが多恵に心引かれる。
田崎わたる
演 - 矢本悠馬
大河の同期で大河とは対照的にコミュニケーシ能力が高く、お調子者。
田代早苗
演 - 真魚
多恵の後輩で、女流棋士。負けん気が強く、何ごとにも真っすぐに向き合う。
坂田
演 - カトウシンスケ
多恵の熱狂的なファン。愛ゆえに、いつもカメラ片手に多恵の周りをうろつく。
江口茜
演 - 田中真琴
大河と田崎の同期で、同期の中では“マドンナ的存在”として、慕われている。
沖田健
演 - 阿部周平（MAG!C☆PRINCE）
天才棋士。端正なルックスも持ち、世間をにぎわせる。多恵を姉のように慕う。
管理人
演 - 黒田大輔（友情出演）
大河が暮らすアパートの管理人。アパートの清掃などを行いながら、生活する。
加藤先生
演 - 斎藤工（友情出演）
多恵が将棋の道を選択するきっかけとなった恩師で、憧れの人でもある。
結城弘人
演 - 村上淳
大河の上司。会社の将棋部に所属しており、もともとはプロを目指していた。

### スタッフ
- 脚本：塩塚夢[6]
- 監督：小川弾[6]
- 企画・プロデュース：大澤剛（ワタナベエンターテインメント）
- チーフプロデューサー：丸山博雄（MBS）
- プロデューサー：藤田大輔（スロータイド)、尹楊会（MBS）
- アソシエイトプロデューサー：星友里恵（ワタナベエンターテインメント、上浦侑奈（MBS）
- 撮影：吉田貴彦
- 照明：下川徳昭
- 音声：高橋寿光
- 美術：津留啓亮
- 持道具：安池美帆
- スタイリスト：阿部公美
- ヘアメイク：そら
- 助監督：戸塚寛人
- 制作担当：大川伸介
- ラインプロデューサー：半田健
- 宣伝：中澤陽子
- コンテンツ：首藤明日香、中川貴博、吉岡昌信
- WEBプロモーション：塩濱誠彦、山内絵美
- 番販：内海愛子
- 編集：木村悦子
- オンライン：星野政樹
- 選曲：高木秀和
- 音響効果：松田紗織
- MA：沖圭太
- タイトルバック：千葉嵩志
- 制作：ワタナベエンターテインメント
- 製作：「この恋はツミなのか!?」製作委員会・MBS

### 主題歌
- 柏木由紀「そっけない君」（YukiRing）[7]

### エンディングテーマ
- MAG!C☆PRINCE「もしも僕が世界を変えれたら」（ZEN MUSIC）

### 放送日程
| 各話   | 放送日   | 放送日   | サブタイトル     |
| 各話   | 毎日放送 | TBS      | サブタイトル     |
| ------ | -------- | -------- | ---------------- |
| 第1話  | 12月03日 | 12月05日 | 出会い           |
| 第2話  | 12月10日 | 12月12日 | 最初の一手       |
| 第3話  | 12月17日 | 12月19日 | 迫る影           |
| 最終話 | 12月24日 | 12月26日 | 詰むや詰まざるや |

### 放送局
| 放送期間                       | 放送時間                     | 放送局      | 対象地域   | 備考   |
| ------------------------------ | ---------------------------- | ----------- | ---------- | ------ |
| 2018年12月3日 - 12月24日       | 月曜 0:50 - 1:20（日曜深夜） | 毎日放送    | 近畿広域圏 | 製作局 |
| 2018年12月5日 - 12月26日       | 水曜 1:28 - 1:58（火曜深夜） | TBSテレビ   | 関東広域圏 |        |
|                                | 水曜 2:02 - 2:38（火曜深夜） | CBCテレビ   | 中京広域圏 |        |
| 2018年12月14日 - 2019年1月11日 | 金曜 0:56 - 1:26（木曜深夜） | あいテレビ  | 愛媛県     |        |
| 2018年12月15日 - 2019年1月12日 | 土曜 1:25 - 1:55（金曜深夜） | 静岡放送    | 静岡県     |        |
| 2018年12月19日 - 2019年1月16日 | 水曜 1:28 - 1:58（火曜深夜） | IBC岩手放送 | 岩手県     |        |

| 放送期間             | 放送時間                     | 放送局    | 対象地域 | 備考 |
| -------------------- | ---------------------------- | --------- | -------- | ---- |
| 2019年1月17日 - 24日 | 木曜 23:00 -24:00（2話連続） | Channel W | 韓国     |      |

### ネット配信
民放公式無料ポータルTVerや毎日放送が運営するサービスMBS動画イズムで無料見逃し配信が実施された。
過去の放送分についてはMBS動画イズム、Amazon Prime Video、Hulu、TSUTAYA TV、dTV、U-NEXTなどの動画配信サービスでも視聴可能である。
| 毎日放送・TBS ドラマイズム | 毎日放送・TBS ドラマイズム | 毎日放送・TBS ドラマイズム |
| 前番組                     | 番組名                     | 次番組                     |
| -------------------------- | -------------------------- | -------------------------- |
| ルームロンダリング         | この恋はツミなのか!?       | ゆうべはお楽しみでしたね   |